# ایدئالیسم عینی
ایدئالیسم عینی نظریه‌ای فلسفی است که ماهیت مثالی و معنوی جهان را تأیید می‌کند و ایده‌ای که جهان از آن ساخته شده را به شکل عینی و عقلانی در واقعیت تصور می‌کند تا محتوای ذهنی ذهن یا بازنمایی ذهنی.

## حامیان قابل توجه
- افلاطون
- فریدریش ویلهلم یوزف شلینگ
- گئورگ ویلهلم فریدریش هگل
- چارلز سندرز پیرس
- برنارد بوزنکت[۳]
- جوسایا رویس
- مایکل اوکشات